# 李翔宇 (田径运动员)
李翔宇（1985年10月21日—，黑龙江双鸭山），中国中长跑运动员，专于800米赛跑。
他在2005年夏季大学生运动会以第九名完赛。他也赢得2005年全国运动会和2006年全国锦标赛。他代表中国参加了2008年夏季奥林匹克运动会。他在2009年的第十一届全国运动会上卫冕冠军。
他的个人最好成绩是1分46秒45，2006年7月在利尼亚诺萨比亚多罗取得。

## 外部連結
- 李翔宇在的頁面